# Ragnar Ljungman

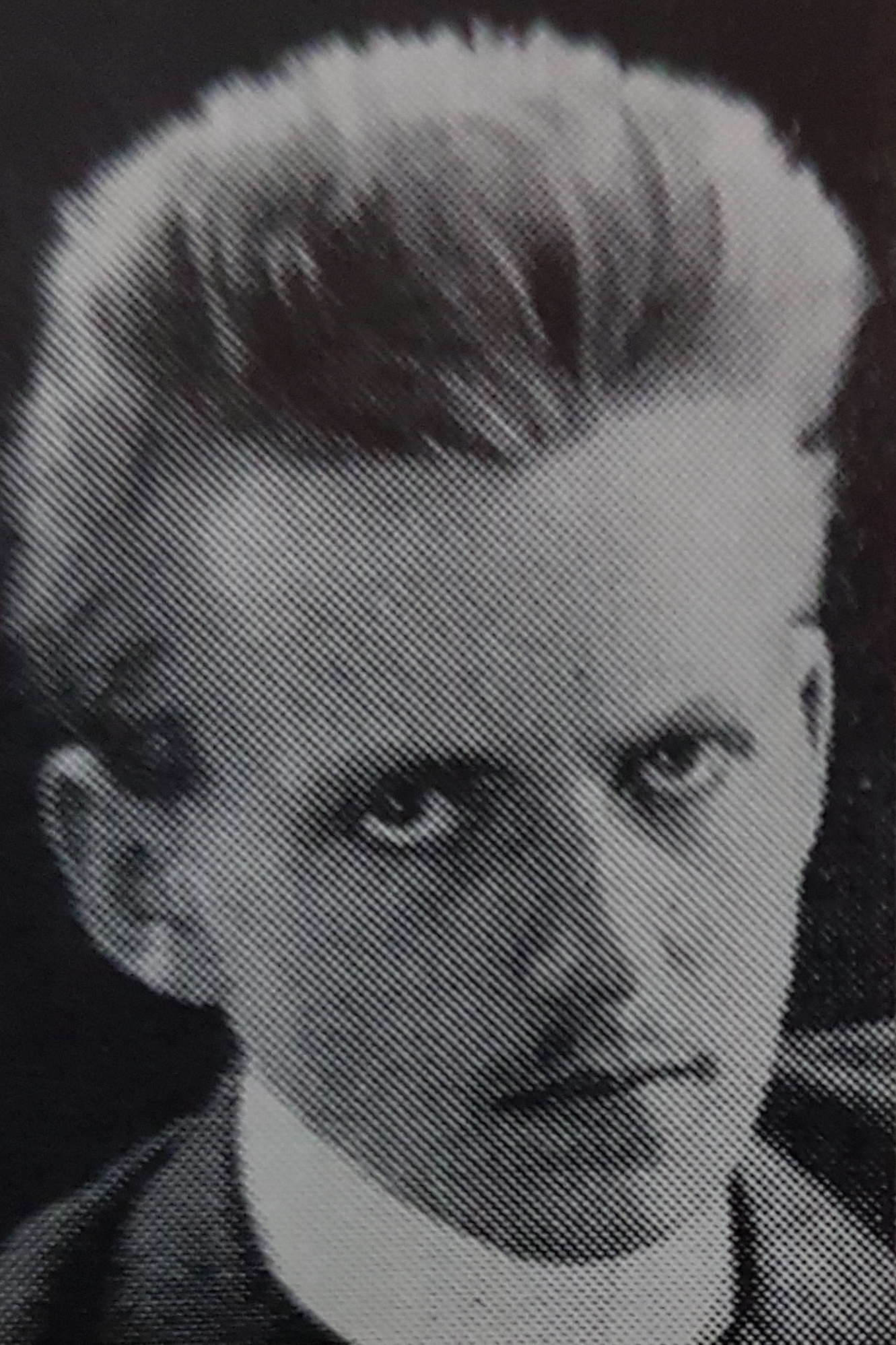
Ragnar Ljungman

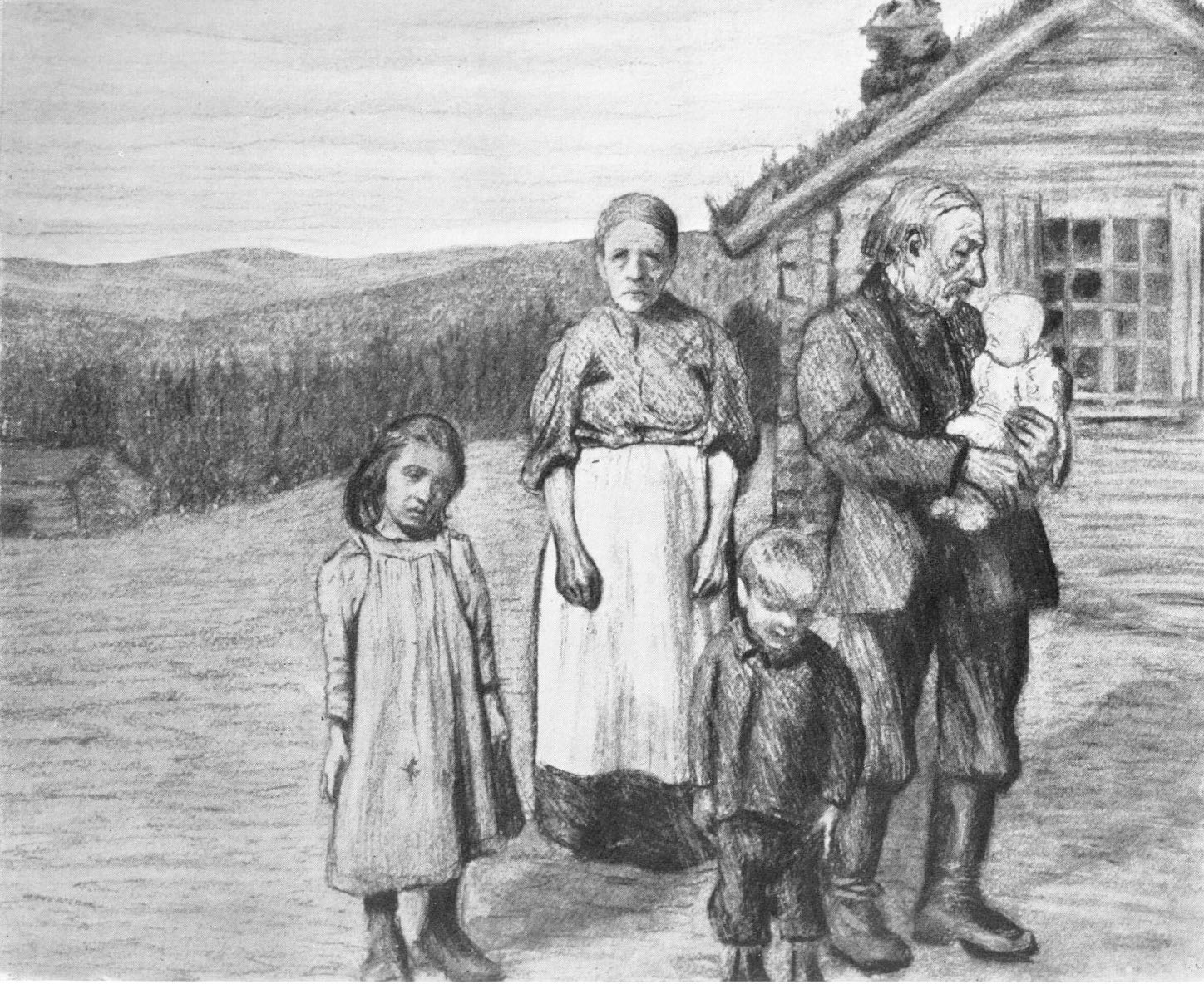
Torpare från Färnebo socken. Kolteckning utförd av Ragnar Ljungman omkring 1900.

Karl Ragnar Gustaf Ljungman, född 1 november 1883 i Göteborg, död 9 juli 1907 i Stockholm, var en svensk målare, tecknare och grafiker.

## Biografi
Ragnar Ljungman var son till professorn Knut Elof Ljungman och Clara Wilhelmina Undén. Hans familj var bosatt i San Francisco 1889–1896 och han inledde sina grundskolestudier i Amerika. Vid återkomsten till Sverige fortsatte han att studera fram till 1901 då han mot föräldrarnas vilja hoppade av fortsatta studier för att istället bli konstnär. På sommaren 1901 målade han i Ivar Kamkes sällskap sina första akvareller och oljemålningar ute på Väddö i Stockholms skärgård. Under vintern studerade han måleri vid Althins målarskola och Tekniska skolans aftonkurser men huvudsakligen bedrev han självstudier. Han antogs som elev vid Konstakademien där han med sin oppositionella natur hade svårt att finna sig tillrätta. Studierna vid akademien avbröts 1903 för värnpliktstjänst men även där passade inte hans kynne för disciplin och tvång så han hemförlovades efter några månader på grund av hjärtfel. Väl åter i Stockholm gick han upp till akademien och bad om att få bli struken ur akademiens rullor. Han tillbringade därefter en period i Mollösund, Värmland och Transtrand i Västerdalarna där han utförde ett antal stämningsbetonade landskapsbilder. På hösten 1904 reste han till Paris med förhoppningen att kunna studera och livnära sig på teckningar som han skulle producera för franska tidningar. Men teckningsuppdragen uteblev så han tvingades under ständiga umbäranden arbeta hårt för att kunna stanna i Paris och studera vid Académie Colarossi och Fernand Desmoulins etsarskola. På våren 1905 fick han sin målning Sommarmorgon antagen till Parissalongen, tavlan uppmärksammades även av Svenska Dagbladets Pariskorrespondent Erik Rusén som skrev ett reportage om målningen. Han trivdes inte i Paris och staden blev honom mer och mer förhatlig och trots föräldrarnas övertalningsförsök att få honom att studera ytterligare ett år i Paris lämnade han staden under våren. Resan hem till Sverige gick via besök av museerna i Basel, München, Dresden och Berlin. På nyåret 1906 började han studera vid Konstnärsförbundets skola i Stockholm men även där blev tiden kort då han i maj insjuknade i lungtuberkulos. Hans konst består av porträtt, figurer, genrebilder och landskapsmålningar i olja, akvarell, pastell, teckningar och i form av etsningar. Ljungman är representerad vid Göteborgs konstmuseum, Lunds universitets konstmuseum,  Kalmar läns museum och Uddevalla museum. En minnesutställning med hans konst anordnades av hans vänner på Konstnärshuset i Stockholm 1918 och han var representerad vid jubileumsutställningen Västsvensk konst i Göteborg 1923.